# Гуро
Гуро (итал. Gurro) је насеље у Италији у округу Вербано-Кузио-Осола, региону Пијемонт. 
Према процени из 2011. у насељу је живело 229 становника. Насеље се налази на надморској висини од 819 м.

## Становништво
| 1936. | 1951. | 1961. | 1971. | 1981. | 1991. | 2001. | 2011. |
| ----- | ----- | ----- | ----- | ----- | ----- | ----- | ----- |
| 880   | 818   | 725   | 627   | 608   | 466   | 310   | 247   |